# Béning-lès-Saint-Avold
Pour les articles homonymes, voir Béning et Saint-Avold.
Béning-lès-Saint-Avold [benɛ̃ lɛ sɛ̃.t‿avɔld] est une commune française de l'agglomération de Forbach, située dans le département de la Moselle en région Grand Est. Elle est localisée dans la région naturelle du Warndt et dans le bassin de vie de la Moselle-est.

## Géographie
| Freyming-Merlebach | Cocheren               | Cocheren       |
| Betting            | Béning-lès-saint-Avold | Cocheren       |
| Seingbouse         |                        | Farébersviller |

Superficie de 4 km2 avec une densité de 307 hab/km2 et une moyenne d'altitude de 250 mètres.

### Hydrographie

#### Réseau hydrographique
La commune est située dans le bassin versant du Rhin au sein du bassin Rhin-Meuse. Elle est drainée par la Rosselle.
La Rosselle, d'une longueur totale de 32,8 km, prend sa source dans la commune de Boucheporn traverse treize communes françaises puis, au-delà de Petite-Rosselle, poursuit son cours en Allemagne où elle se jette dans la Sarre.

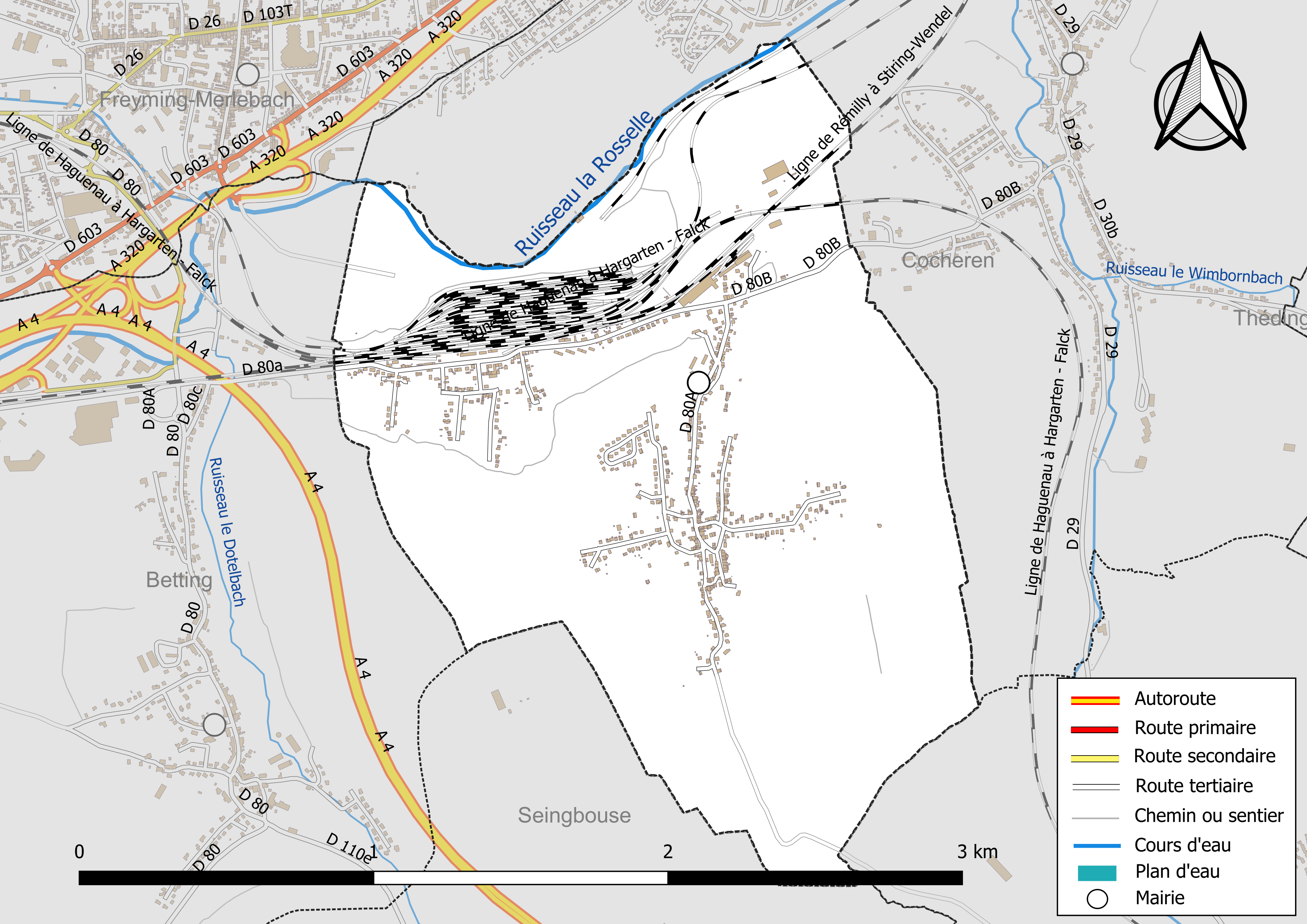
Réseaux hydrographique et routier de Béning-lès-Saint-Avold.

#### Gestion et qualité des eaux
Le territoire communal est couvert par le schéma d'aménagement et de gestion des eaux (SAGE) « Bassin Houiller ». Ce document de planification, dont le territoire est approximativement délimité par un triangle formé par les villes de Creutzwald, Faulquemont et Forbach, d'une superficie de 576 km2, a été approuvé le 27 octobre 2017. La structure porteuse de l'élaboration et de la mise en œuvre est la région Grand Est. Il définit sur son territoire les objectifs généraux d’utilisation, de mise en valeur et de protection quantitative et qualitative des ressources en eau superficielle et souterraine, en respect des objectifs de qualité définis dans le SDAGE  du Bassin Rhin-Meuse.
La qualité du ruisseau la Rosselle peut être consultée sur un site spécial géré par les agences de l’eau et l’Agence française pour la biodiversité.

### Climat
Pour des articles plus généraux, voir Climat du Grand Est et Climat de la Moselle.
En 2010, le climat de la commune est de type climat des marges montargnardes, selon une étude du Centre national de la recherche scientifique s'appuyant sur une série de données couvrant la période 1971-2000. En 2020, Météo-France publie une typologie des climats de la France métropolitaine dans laquelle la commune est exposée à un climat semi-continental et est dans la région climatique  Lorraine, plateau de Langres, Morvan, caractérisée par un hiver rude (1,5 °C), des vents modérés et des brouillards fréquents en automne et hiver. 
Pour la période 1971-2000, la température annuelle moyenne est de 9,5 °C, avec une amplitude thermique annuelle de 16,6 °C. Le cumul annuel moyen de précipitations est de 935 mm, avec 12,1 jours de précipitations en janvier et 9,9 jours en juillet. Pour la période 1991-2020, la température moyenne annuelle observée sur la station météorologique de Météo-France la plus proche, « Seingbouse », sur la commune de Seingbouse à 2 km à vol d'oiseau, est de 10,5 °C et le cumul annuel moyen de précipitations est de 731,4 mm. 
La température maximale relevée sur cette station est de 37,9 °C, atteinte le 25 juillet 2019 ; la température minimale est de −17 °C, atteinte le 20 décembre 2009,,. 
Les paramètres climatiques de la commune ont été estimés pour le milieu du siècle (2041-2070) selon différents scénarios d'émission de gaz à effet de serre à partir des nouvelles projections climatiques de référence DRIAS-2020. Ils sont consultables sur un site spécial publié par Météo-France en novembre 2022.

## Urbanisme

### Typologie
Au 1er janvier 2024, Béning-lès-Saint-Avold est catégorisée ceinture urbaine, selon la nouvelle grille communale de densité à sept niveaux définie par l'Insee en 2022.
Elle appartient à l'unité urbaine de Sarrebruck (ALL)-Forbach (partie française), une agglomération internationale regroupant 15  communes, dont elle est une commune de la banlieue,,. Par ailleurs la commune fait partie de l'aire d'attraction de Farébersviller, dont elle est une commune du pôle principal,. Cette aire, qui regroupe 3 communes, est catégorisée dans les aires de moins de 50 000 habitants,.

### Occupation des sols
L'occupation des sols de la commune, telle qu'elle ressort de la base de données européenne d’occupation biophysique des sols Corine Land Cover (CLC), est marquée par l'importance des forêts et milieux semi-naturels (39,6 % en 2018), une proportion identique à celle de 1990 (39,6 %). La répartition détaillée en 2018 est la suivante : 
forêts (36,5 %), zones agricoles hétérogènes (26 %), zones industrielles ou commerciales et réseaux de communication (20 %), zones urbanisées (11,7 %), milieux à végétation arbustive et/ou herbacée (3,1 %), terres arables (2,6 %). L'évolution de l’occupation des sols de la commune et de ses infrastructures peut être observée sur les différentes représentations cartographiques du territoire : la carte de Cassini (XVIIIe siècle), la carte d'état-major (1820-1866) et les cartes ou photos aériennes de l'IGN pour la période actuelle (1950 à aujourd'hui).

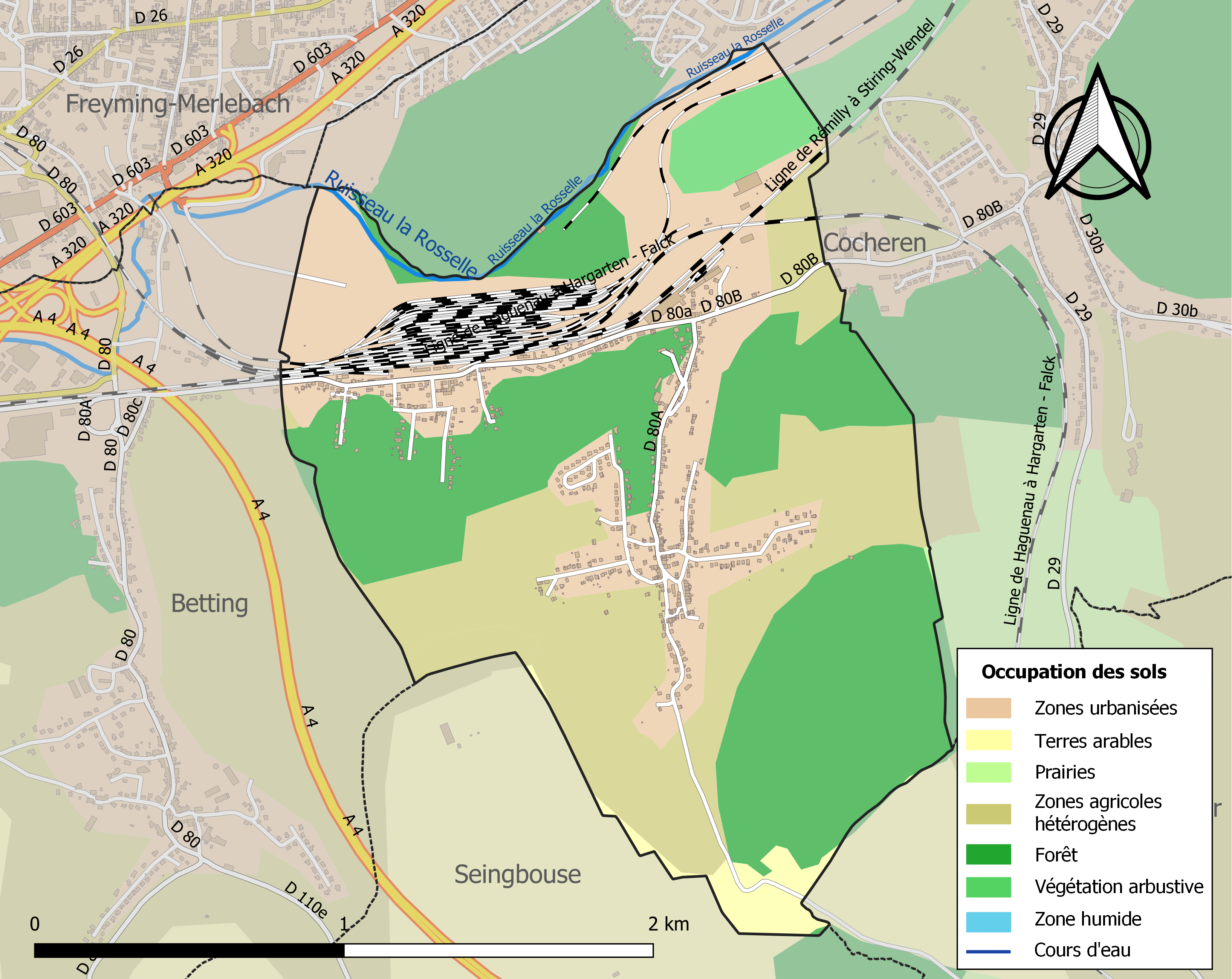
Carte des infrastructures et de l'occupation des sols de la commune en 2018 (CLC).

## Toponymie
D'un nom de personne germanique Benno suivi du suffixe -ingen puis -ing. Le nom de « Beninga » figure dans les archives de l’abbaye de Saint-Nabor.
- Ancien noms[18],[19] : Beninga (XIIIe siècle et 1201), Benninca (1275), Benenges (1276), Benange (1295), Baininga (1369), Benniga (1408), Baningen (1429), Beningen (1447), Benringa/Belinga/Binuga/Byenga (1544), Beninga/Beniga/Benugo/Bingen (1606), Beninga (1609)[20], Benningen (1670), Bening (1751), Benning (1801), Beningen (1871-1918 et 1940-1944).
- En francique lorrain : Beninge.

### Sobriquets
- Anciens sobriquets désignant les habitants : Die Kappeskepp (« les têtes de choux », au sens figuré : têtes carrées/têtes dures)[21].

## Histoire
- L’existence du village apparait dans les archives à partir de 1201, date à laquelle est mentionnée la présence d’une église.
- Dépendait de l'ancienne province de Lorraine, ancien fief épiscopal.

## Politique et administration
| Période                                  | Période   | Identité                  | Étiquette | Qualité            |
| ---------------------------------------- | --------- | ------------------------- | --------- | ------------------ |
| Les données manquantes sont à compléter. |           |                           |           |                    |
| 1953                                     | mars 2008 | Arthur Albert             | RPR       | Conseiller général |
| mars 2008                                | En cours  | Simone Ramsaier-Blanchard | LR        |                    |

## Démographie
L'évolution du nombre d'habitants est connue à travers les recensements de la population effectués dans la commune depuis 1793. Pour les communes de moins de 10 000 habitants, une enquête de recensement portant sur toute la population est réalisée tous les cinq ans, les populations de référence des années intermédiaires étant quant à elles estimées par interpolation ou extrapolation. Pour la commune, le premier recensement exhaustif entrant dans le cadre du nouveau dispositif a été réalisé en 2004.

En 2022, la commune comptait 1 133 habitants, en évolution de −0,26 % par rapport à 2016 (Moselle : +0,52 %, France hors Mayotte : +2,11 %).
| 1793 | 1800 | 1806 | 1821 | 1836 | 1841 | 1861 | 1866 | 1871 |
| ---- | ---- | ---- | ---- | ---- | ---- | ---- | ---- | ---- |
| 240  | 151  | 276  | 632  | 344  | 350  | 314  | 354  | 364  |

| 1875 | 1880 | 1885 | 1890 | 1895 | 1900 | 1905 | 1910 | 1921 |
| ---- | ---- | ---- | ---- | ---- | ---- | ---- | ---- | ---- |
| 359  | 324  | 304  | 282  | 308  | 342  | 430  | 513  | 557  |

| 1926 | 1931 | 1936 | 1946 | 1954 | 1962  | 1968  | 1975  | 1982  |
| ---- | ---- | ---- | ---- | ---- | ----- | ----- | ----- | ----- |
| 645  | 628  | 684  | 642  | 830  | 1 257 | 1 203 | 1 328 | 1 368 |

| 1990  | 1999  | 2004  | 2006  | 2009  | 2014  | 2019  | 2022  | - |
| ----- | ----- | ----- | ----- | ----- | ----- | ----- | ----- | - |
| 1 256 | 1 231 | 1 230 | 1 222 | 1 233 | 1 155 | 1 152 | 1 133 | - |

## Culture locale et patrimoine

### Lieux et monuments
- Gare de Béning ;
- Passage de la voie romaine ;
- Place de la Fontaine ;
- Place Arthu- Albert.

### Édifices religieux
- Église Saint-Étienne, construite en 1723 sur l'emplacement d'une église du XVIIe siècle ; remaniée et restaurée aux XIXe et XXe siècles.
- Chapelle quartier Gare.

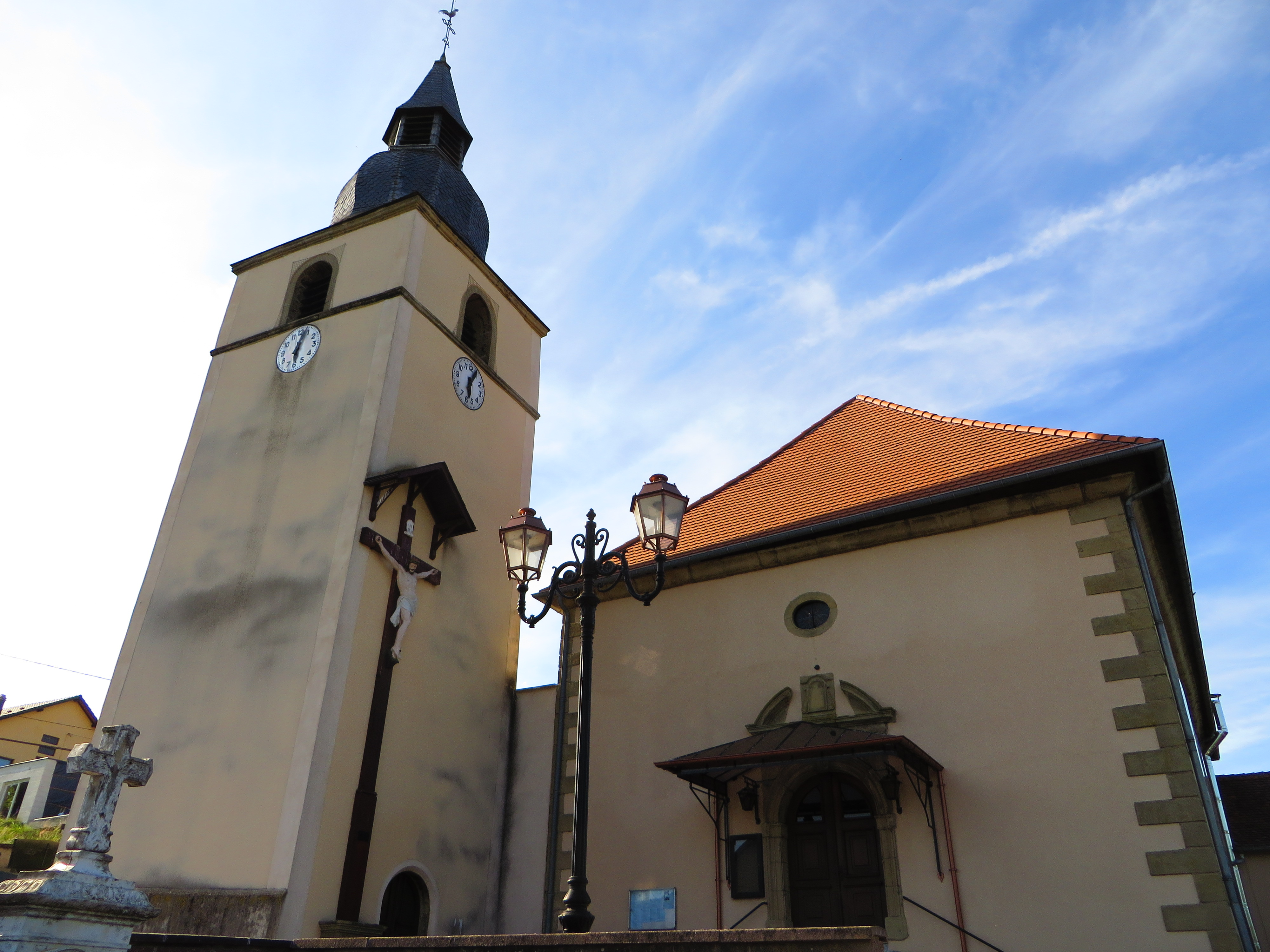
Église Saint-Étienne.
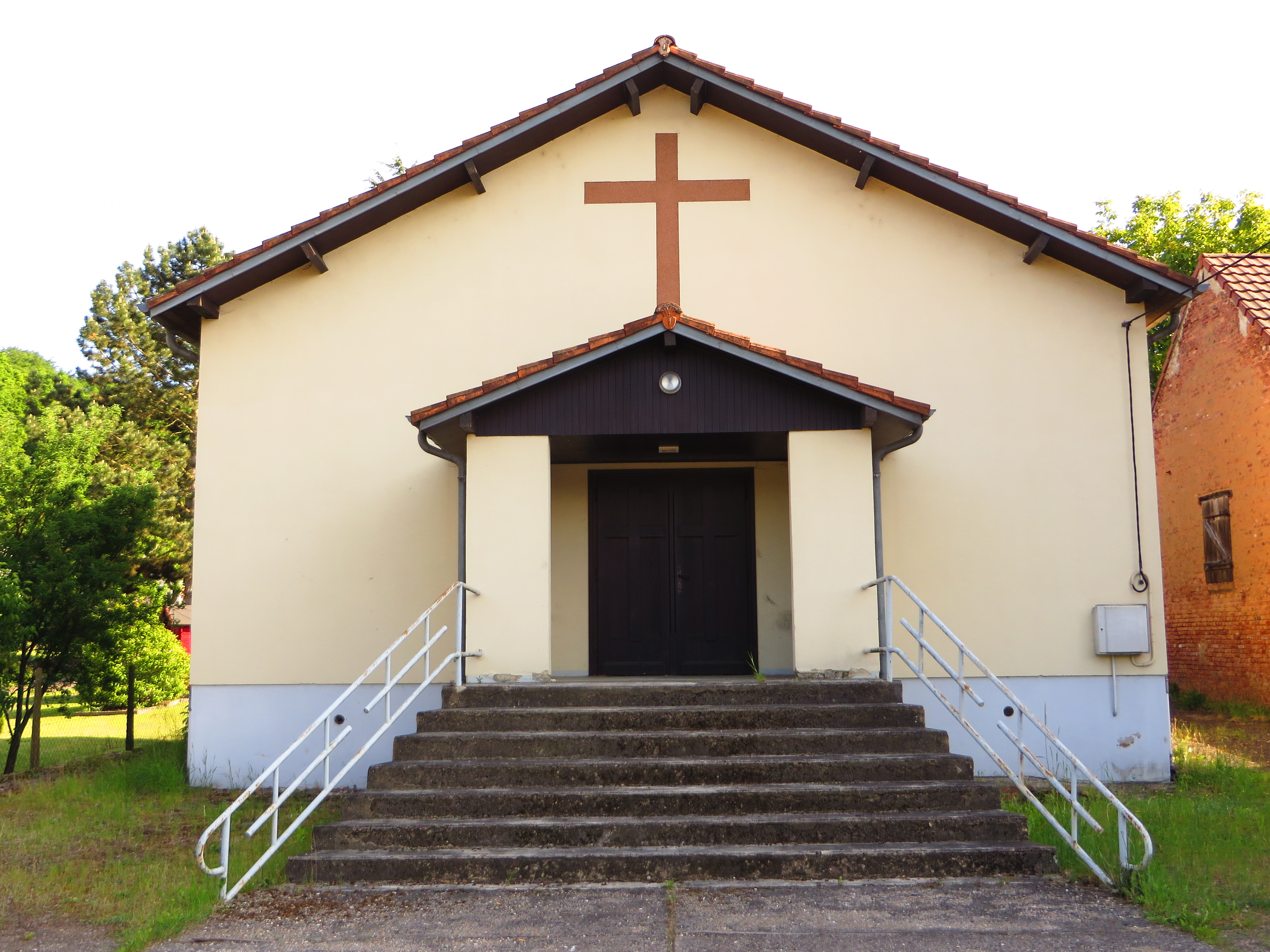
Chapelle quartier Gare.

### Personnalités liées à la commune
- Eric Greff dit Helmut Fritz, chanteur.

### Héraldique
| Blason de Béning-lès-Saint-Avold | Blason  | D'azur à la crosse d'or chargée d'un livre ouvert d'argent, accostée de deux cailloux d'or en chef. |
| Blason de Béning-lès-Saint-Avold | Détails | Le statut officiel du blason reste à déterminer.                                                    |

## Pour approfondir